# Плетнев (посёлок)
Плетнев — посёлок в Хомутовском районе Курской области. Входит в состав Романовского сельсовета.

## География
Посёлок находится на реке Веть (приток ручья Романовский в бассейне Сева), в 25 км от российско-украинской границы, в 109 км к северо-западу от Курска, в 10 км к северо-востоку от районного центра — посёлка городского типа Хомутовка, в 4 км от центра сельсовета — села Романово.
Улицы
В посёлке улица Ягодная.
Климат
Плетнев, как и весь район, расположен в поясе умеренно континентального климата с тёплым летом и относительно тёплой зимой (Dfb в классификации Кёппена).
Часовой пояс
Посёлок Плетнев, как и вся Курская область, находится в часовой зоне МСК (московское время). Смещение применяемого времени относительно UTC составляет +3:00.

## Население
| 2002 | 2010 |
| ---- | ---- |
| 12   | ↘3   |

## Инфраструктура
Личное подсобное хозяйство. В посёлке 10 домов.

## Транспорт
Плетнев находится в 13 км от автодороги федерального значения М3 «Украина» (Москва — Калуга — Брянск — граница с Украиной), в 1 км от автодороги А142 (Тросна — М-3 «Украина»), в 10,5 км от автодороги регионального значения 38К-040 (Хомутовка — Рыльск — Глушково — Тёткино — граница с Украиной), в 0,2 км от автодороги межмуниципального значения 38Н-624 (А-142 — Веть), в 29 км от ближайшего ж/д остановочного пункта 525 км (линия Навля — Льгов I).
В 202 км от аэропорта имени В. Г. Шухова (недалеко от Белгорода).